# Рабкор (станція)
Рабко́р (біл. Рабко́р) — тупикова залізнична станція Могильовського відділення Білоруської залізниці на неелектрифікованій лінії Бобруйськ — Рабкор (завдожки 69 км). Розташована в однойменному селищі Рабкор Октябрського району Гомельської області, за 5 км на південь від районного центру Октябрський.
Станція обслуговує асфальтовий завод, базу «Сільгоспхімії», нафтобазу, державне лісозаготовельне підприємство «Октябрьський лісгосп» .

## Історія
Селище Рабкор засноване 1931 року, після початку будівництва відгалуження лінії Бобруйськ — Старушки від залізничної лінії Осиповичі I — Жлобин. На початку будівництва залізниці станція мала первинну назву — Ударна, пізніше, від молоді Рудобельщини станція отримала назву — Рабкор (рос. рабочая особая бригада комсомольсомольских организаций района).
1932 року відкритий наскрізний рух дільницею Бобруйськ — Старушки, що сполучила з лінією Калинковичі — Лунинець.
1941 року, під час Другої світової війни, спільно з частинами Червоної армії залізничну станцію Рабкор захищав батальйон добровольців. Німецько-фашистські окупанти 2 квітня 1942 року та у 1944 році повністю знищували селище і вбили 64 жителя, які поховані у братській могилі жертв фашизму за 0,3 км на схід, 1,5 км на захід та 2 км на південний схід від залізничної станції Ратмировічі. Лінія Рабкор — Старушки (завдожки 67,8 км) під час рейкової війни була вщент зруйнована й по закінченні німецько-радянської війни так і не була відновлена.
Біля залізничної станції Ратмировичі утворено селище, назву якого було визначено Указом Президії Верховної Ради Білоруської РСР від 21 січня 1969 року.

## Пасажирське сполучення

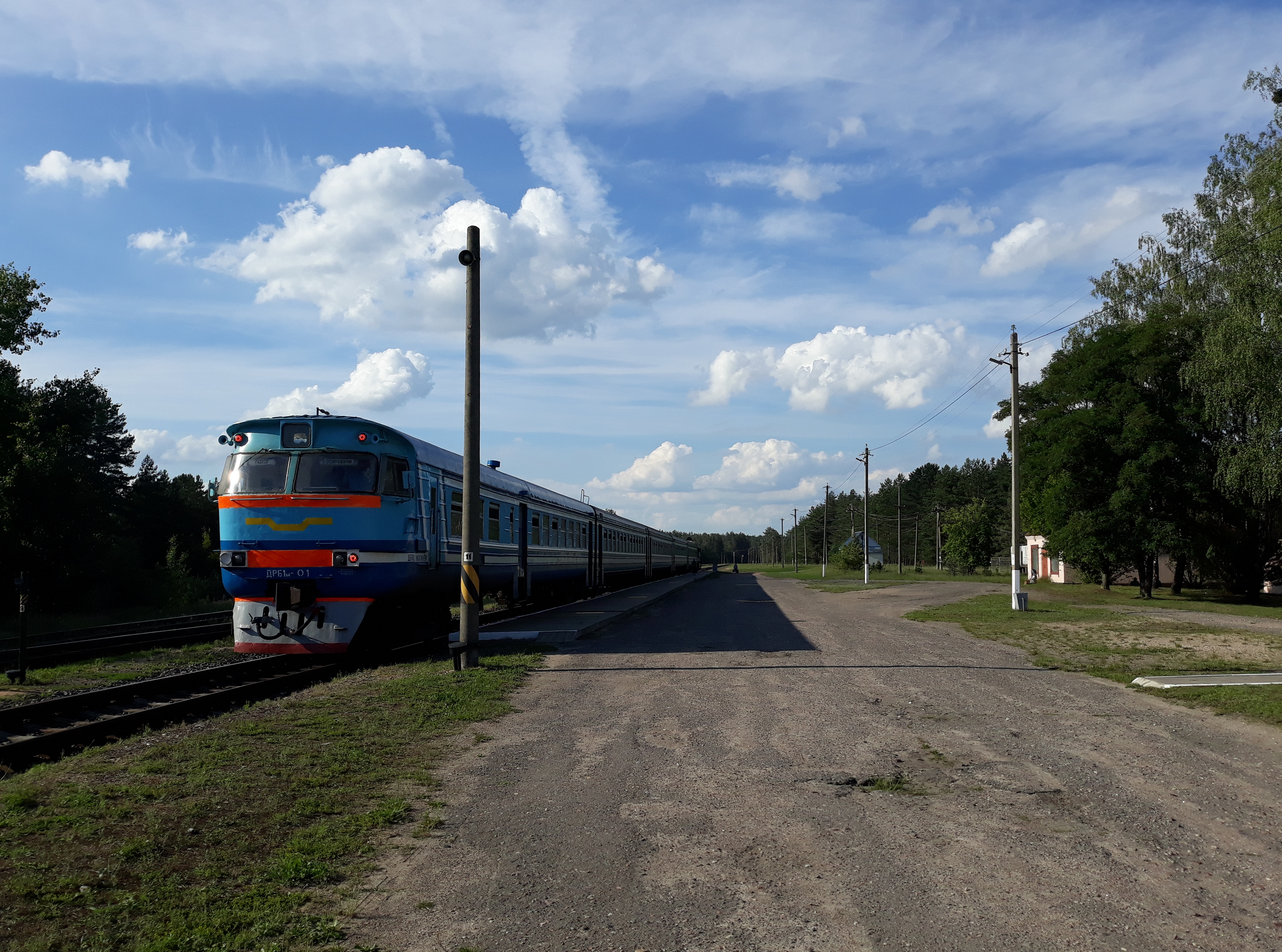
Дизель-поїзд ДРБ1м-01 на станції Рабкор

Приміське сполучення зі станцією Рабкор здійснюється поїздами регіональних ліній економ-класу до станцій Бобруйськ та Жлобин-Пасажирський.